# Мендзилесе (Острудський повіт)
Мендзилесе (пол. Międzylesie, нім. Schönwiese) — село в Польщі, у гміні Оструда Острудського повіту Вармінсько-Мазурського воєводства.
У 1975-1998 роках село належало до Ольштинського воєводства.